# باذنجاناوات
باذنجاناوات (الاسم العلمي: Solanoideae) هي أسرة نباتية تتبع فصيلة الباذنجانية من رتبة الباذنجانيات.

## قبائل
- نولانية

## أجناس
- نولان